# Ано (Саона и Лоара)
Ано (фр. Anost) насеље је и општина у источном делу централне Француске у региону Бургундија-Франш-Конте, у департману Саона и Лоара која припада префектури Отен.
По подацима из 2011. године у општини је живело 686 становника, а густина насељености је износила 13,22 становника/km². Општина се простире на површини од 51,91 km². Налази се на средњој надморској висини од 410 метара (максималној 785 m, а минималној 357 m).

## Демографија
| 1962. | 1968. | 1975. | 1982. | 1990. | 1999. | 2011. |
| ----- | ----- | ----- | ----- | ----- | ----- | ----- |
| 1.035 | 1.058 | 867   | 847   | 746   | 679   | 686   |

График промене броја становника у току последњих година